# Штепанка Гільгертова
Штепанка Гільгертова (чеськ. Štěpánka Hilgertová; нар. 10 квітня 1968, Прага, Чехословаччина) — чеська слаломістка. Учасниця п'яти Олімпійських ігор. Дворазова Олімпійська чемпіонка 1996 і 2000 років. П'ятиразова чемпіонка світу.

## Початок спортивних виступів
Вперше займатися веслувальним слаломом Штепанка почала в 12 років. У 1983 році Гільбертова стала чемпіонкою Чехословаччини серед юніорів і потрапила до складу юнацької збірної країни. Через рік Штепанка стала чемпіонкою Чехословаччини в дорослому розряді.
У 1986 році у Штепанки народився син, якого назвали на честь батька Любошем.
У 1988 році Штепанка повертається до великого спорту і знову виграє чемпіонат Чехословаччини. У 1989 році Гільгертова бере участь у чемпіонаті світу, який проходив в американському місті Гарретті. В особистому заліку Штефанка посіла 4-е місце, а в командному стала бронзовою призеркою. Загальнокомандні медалі — срібна у 1991 році та бронзова — у 1989 році були завойовані у складі Чехословаччині, а інші медалі — у складі збірної команди Чехії.

## Участь в Олімпіадах
Дебют на Олімпійських іграх відбувся в 1992 році на літніх іграх в Барселоні. Змагання для Гільгертової були затьмарені смертю матері, тому гідного результату показати не вдалося. У підсумку Штепанка посіла лише 12-е місце.
Через чотири роки на своїх других Олімпійських іграх в Атланті Штепанка Гільгертова націлювалася виключно на чемпіонське звання. Переможець змагань визначався за найкращим часом, показаним в одній з двох спроб. Штепанка показала результат 169,49. Абсолютно такий же результат виявився і в американки Дані Члейдек, але оскільки друга спроба була у чешки краще, то саме вона була оголошена Олімпійською чемпіонкою.
На Олімпійських іграх 2000 року в Сіднеї Гільгертова вже виступала, як володарка всіх можливих титулів. За 1999 рік Штепанка стала чемпіонкою світу, Європи та володаркою кубка світу. Після першої спроби вона поступалася француженці Бріжіт Гібаль 0,3 с. Але чудово пройдена друга спроба дозволила Гільгертової стати дворазовою чемпіонкою Олімпійських ігор.
На своїх четвертих Олімпійських іграх-2004 в Афінах Гільгертова могла претендувати на медалі, але не дуже вдало пройдена перша спроба у фінальному раунді не дозволила розраховувати на це. Незважаючи на те що другу спробу чешка закінчила з третім результатом, загальний час показаний Гільбертовою, дозволило їй зайняти лише 5-е місце.
У 2008 році у 40-річному віці Штепанка Гільгертова приїхала до Пекіна на свої п'яті в кар'єрі Олімпійські ігри. На церемонії відкриття ігор їй було довірено нести прапор Чехії. Самі ж змагання склалися для Штепанки не дуже вдало. Після півфіналу вона перебувала на третьому місці, але під час фінальної спроби представниця Чехії проходячи чергові ворота перекинулася і не змогла нормально закінчити дистанцію. У підсумку Гильгертова посіла 9-е місце.

## Завершення виступів
Після закінчення ігор Штепанка вирішила завершити спортивну кар'єру. Хоча остаточно Штепанка Гільгертова пішла з професійного спорту в жовтні 2017 року, у віці 49 років. Однак заявила про намір продовжувати змагатися як аматор.
Загалом, спортсменка вигравала загальний титул чемпіонату світу двічі (1992 та 1998 роки). Ще — 15 медалей на чемпіонаті Європи (7 золотих, 5 срібних та 3 бронзи).

## Родина
Її чоловік Любош Гільгерт (нар. 1960) — колишній весляр на байдарці та каное. Він багаторазовий призер чемпіонатів світу з каное у слаломі. Їхній син Любош також активний весляр на каное. Спортсменка Амалія Гільгертова — її племінниця.